# Nils Asther
Nils Asther (Kopenhagen, 17 januari 1897 - Stockholm, 13 oktober 1981) was een in Denemarken geboren, Zweeds acteur. Na zijn opleiding aan de Teaterhögskolan i Stockholm werd hij toneelspeler in zijn geboortestad. Hier werd hij opgemerkt door Mauritz Stiller en na enkele rollen in Europese films emigreerde hij in 1927 naar Hollywood. Ondanks zijn duidelijk Scandinavisch accent werd hij voor talloze films gevraagd. Zijn Hollywood-carrière eindigde echter na contractbreuk. In 1958 keerde hij terug naar Zweden waar hij verbleef tot zijn overlijden.
Asther maakt deel uit van de Hollywood Walk of Fame dankzij zijn bijdragen aan de filmwereld.

## Filmografie (selectie)
- Gyurkovicsarna (1920)
- Sorrell and Son (1927)
- Our Dancing Daughters (1928)
- Dream of Love (1928)
- The Hollywood Revue of 1929 (1929)
- Letty Lynton (1932)
- The Bitter Tea of General Yen (1933)
- Night Monster (1942)
- Bluebeard (1944)
- The Man on Half Moon Street (1944)
- The Feathered Serpent (1948)
- Suddenly, a Woman! (1963)